# 朱芯儀 (演員)
朱芯儀（Amanda Chu，1986年3月8日—），台灣女演員，淡江大學法國語文學系畢業。2011年憑《犀利人妻》獲得第46屆金鐘獎戲劇節目女配角獎。

## 個人生活
2011年5月6日－與演員賈靜雯胞弟衛斯理（當時本名賈鵬禮，現名贾子宸） 登記完婚。
2011年－生下長子。
2016年－生下次子。
2019年－生下長女。
2022年罹患乳癌。在情況好轉後，2024年10月與夫參加蕭敬騰和Summer的婚禮，以報答他們在抗癌時的陪伴。

## 演出作品

### 電視劇
| 年份   | 頻道       | 劇名                  | 角色         |
| 2008年 | 華視       | 歡喜來逗陣            | 黃書琪       |
| 2009年 | 台視、三立 | 敗犬女王              | 葉芝琦 Gigi  |
| 2009年 | 公視       | 不死搖滾夢            | 小雨         |
| 2009年 | 華視       | 魔女18號              | Kiki         |
| 2009年 | 台視、三立 | 下一站，幸福          | 花痴心       |
| 2010年 | 華視       | 帶子英雄              | 王婉妮       |
| 2010年 | 中視       | 女王不下班            | 劭嘉琪       |
| 2010年 | 台視、三立 | 犀利人妻              | 黎薇恩Vivian |
| 2013年 | 中視       | 借用一下你的愛        | 謝平安       |
| 2013年 | 中視       | 愛情急整室            |              |
| 2014年 | 台視       | 徵婚啟事              | 薇薇         |
| 2015年 | 民視       | 星座愛情魔羯女        | 林家宜       |
| 2016年 | 公視       | 滾石愛情故事-愛的代價 | 芾思         |

### 電影
| 年份 | 片名                            | 角色         | 導演           |
| 2012 | 《犀利人妻最終回：幸福男·不難》 | 黎薇恩Vivian | 王珮華、王仁里 |

### MV演出
- 2009年《失落沙州》（徐佳瑩）

## 主持作品

### 電視節目
| 年份                        | 頻道       | 節目名         | 備註       |
| 2010年                      | 東森綜合台 | 《好神卡卡》   |            |
| 2010年                      | 壹電視     | 《娛樂週爆》   |            |
| 2011年                      | 壹電視     | 《壹級娛樂》   |            |
| 2012年2月13日起             | 衛視中文台 | 《麻辣天后宮》 | 代班主持人 |
| 2012年3月12日—2013年5月16日 | 衛視中文台 | 《麻辣天后宮》 | 正式主持   |

### 頒獎典禮

#### 廣播金鐘獎
| 年份   | 頻道 | 節目名                   | 備註       |
| 2012年 | 華視 | 第47屆廣播金鐘獎頒獎典禮 | 與聶雲搭檔 |

## 獎項

### 電視金鐘獎
| 年份 | 獲提名       | 獎項             | 結果 |
| ---- | ------------ | ---------------- | ---- |
| 2011 | 《犀利人妻》 | 戲劇節目女配角獎 | 獲獎 |

### 其他獎項

#### 壹週刊娛樂大賞
| 年份 | 獲提名       | 獎項           | 結果 |
| ---- | ------------ | -------------- | ---- |
| 2011 | 《犀利人妻》 | 最佳暴紅新人獎 | 獲獎 |

## 腳註
1. ↑  江祥綾. . 蘋果日報. 2010-07-30  [2011-10-22]. （原始内容存档于2011-10-24） （中文（繁體））.
2. ↑  林秀娟. . 中時電子報. 2011-05-16  [2011-10-22]. （原始内容存档于2012-01-12） （中文（臺灣））.
3. ↑  Grace Soong. . 英文中國郵報. 2010-10-02  [2011-10-24]. （原始内容存档于2020-11-26） （英语）.
4. ↑  謝菀婷、朱方蟬、洪秀瑛. . 中時電子報. 2011-05-07  [2011-10-22]. （原始内容存档于2011-10-31） （中文（繁體））.
5. ↑  ETtoday新聞雲. . star.ettoday.net. 2024-10-14  [2024-10-14]. （原始内容存档于2024-12-27） （中文（繁體））.
6. ↑  黃鋒府、朱健弘. . 蘋果日報. 2011-08-18  [2011-10-22]. （原始内容存档于2011-10-07） （中文（臺灣））.

. koha.tw. 2023-07-11  [2023-08-18]. （原始内容存档于2023-08-18）.

## 外部連結
- 朱芯儀Amanda Chu的Facebook專頁
- 朱芯儀的新浪微博
- 朱芯儀的Instagram帳戶
- 朱芯儀的芯情日記Chu's Diary Youtube頻道 （页面存档备份，存于）
- 朱芯儀在互联网电影资料库（IMDb）上的資料（英文）
- 朱芯儀在香港影庫上的簡介
- 朱芯儀在豆瓣上的资料（简体中文）
- 朱芯儀在时光网上的簡介（简体中文）